# Nicktoons Winners Cup Racing
Nicktoons Winners Cup Racing es un videojuego publicado por ValuSoft y desarrollado por Pronto Games, Inc. para PC. El juego es la secuela de Nicktoons Racing del 2000 y todos los personajes son los mismos que en Nicktoons Unite! del 2005.
El juego incluye personajes de Nickelodeon como Bob Esponja, Jimmy Neutrón, Timmy Turner y Danny Phantom. 
El juego dispone de minijuegos, pero los jugadores tienen que desbloquearlos antes de poder jugarlos.

## Personajes jugables
- Bob Esponja
- Jimmy Neutrón
- Timmy Turner
- Danny Phantom
- Plancton
- Profesor Calamitous
- Denzel Q. Crocker
- Vlad Plasmius

## Pistas
- Bikini Bottom
- Retroville
- Dimmsdale
- Amity Park

## Trivia
- Bob Esponja y Plancton son los únicos pilotos del anterior juego que aparecen en este juego (en el juego anterior, Plancton fue el Piloto Misterioso).

- Todos los caracteres jugables y los jefes de Nicktoons Unite! regresan en el juego.

- Datos: Q11695604